# Marquee Moon
Az 1977-es Marquee Moon a Television debütáló nagylemeze. Bár a kritikusok dicsérték, kereskedelmi sikert nem ért el az Egyesült Államokban, az Egyesült Királyságban is csak a 28. helyig jutott el az albumlistán.
2003-ban a VH1 minden idők 83. legjobb albumának nevezte, még ugyanebben az évben a 128. lett Rolling Stone magazin Minden idők 500 legjobb albuma listáján. A Pitchfork Media az 1970-es évek 3. legjobb albumának nevezte. Szerepel az 1001 lemez, amit hallanod kell, mielőtt meghalsz című könyvben.
Az eredeti kiadás nyolc dalból állt, a 2003. szeptember 23-án megjelent újrakevert CD-kiadáson öt búnuszdal hallható, továbbá a címadó dal vége nem halkul le.

## Az album dalai
| 1. | See No Evil  | Tom Verlaine | 3:53  |
| 2. | Venus        | Verlaine     | 3:51  |
| 3. | Friction     | Verlaine     | 4:44  |
| 4. | Marquee Moon | Verlaine     | 10:40 |

| 1. | Elevation     | Verlaine                | 5:07 |
| 2. | Guiding Light | Richard Lloyd, Verlaine | 5:35 |
| 3. | Prove It      | Verlaine                | 5:02 |
| 4. | Torn Curtain  | Verlaine                | 6:56 |

| 9.  | Little Johnny Jewel (1. és 2. rész) | Verlaine | 7:09  |
| 10. | See No Evil (alternatív változat)   | Verlaine | 4:40  |
| 11. | Friction (alternatív változat)      | Verlaine | 4:52  |
| 12. | Marquee Moon (alternatív változat)  | Verlaine | 10:54 |
| 13. | Untitled (instrumentális)           | Verlaine | 3:22  |

## Közreműködők
- Tom Verlaine – ének, gitár, billentyűk
- Richard Lloyd – gitár, vokál
- Fred Smith – basszusgitár, vokál
- Billy Ficca – dob

Gitárszólók
- Richard Lloyd – See No Evil, Elevation, Guiding Light; Marquee Moon (a második refrén után)
- Tom Verlaine – Venus, Friction, Prove It, Torn Curtain; Marquee Moon (a harmadik refrén után)

## Fordítás
Ez a szócikk részben vagy egészben a Marquee Moon című angol Wikipédia-szócikk ezen változatának fordításán alapul.  Az eredeti cikk szerkesztőit annak laptörténete sorolja fel. Ez a jelzés csupán a megfogalmazás eredetét és a szerzői jogokat jelzi, nem szolgál a cikkben szereplő információk forrásmegjelöléseként.